# Oyuki Konno
Oyuki Konno (今野 緒雪 Konno Oyuki?,  2 de junio de 1965) es una novelista japonesa que ha escrito novelas dirigidas a chicas adolescentes (shōjo shōsetsu). Inició su carrera con la obra Yume no Miya - Tatsu no Mita Yume (夢の宮～竜の見た夢～?) en la que ganó dos premios, en el 21.er Concurso de novelas de la Revista Cobalt y en el Concurso de Lectores de la Revista Cobalt, en la primera mitad de 1993. Posteriormente publicó algunas novelas más en la Revista Cobalt y se volvió popular con la publicación de su mayor obra, Maria-sama ga Miteru iniciada en 1998 y hasta ahora aún inacabada.

## Obras importantes
- Yume no Miya - Series (夢の宮シリーズ)
- Sakana no Ten - Ihou no Kakera (サカナの天～異邦のかけら～)
- Surippishu! - Series  (スリピッシュ！シリーズ)
- Maria-sama ga Miteru (マリア様がみてる)